# 布萊克福里斯特 (內華達州)
布萊克福里斯特（英語：Black Forest）是位於美國內華達州埃爾科縣的鬼鎮。

## 歷史
布萊克福里斯特的郵局於1926年設立，其後於1943年停運。

## 地理
布萊克福里斯特所處的海拔為高於海平面2537米（即8324英呎），而該地所採用的時區為UTC-8，即太平洋时区（PST）。同時該地設有夏令時間，為UTC-8調快一小時，即UTC-7（PDT）。